# GSC2816-447
GSC2816-447 — хімічно пекулярна зоря спектрального класу F2, що має видиму зоряну величину в смузі V приблизно 10,9.